# Bugilliesia nitida
Bugilliesia nitida is een haft uit de familie Baetidae. De wetenschappelijke naam van de soort is voor het eerst geldig gepubliceerd in 1916 door Ulmer.
De soort komt voor in het Afrotropisch gebied.